# IF Fløya
Idrettsforeningen Fløya (kurz: IF Fløya)  ist ein Fußballverein aus Tromsø (Norwegen). Die erste Frauenfußball-Mannschaft spielt seit dem Abstieg aus der höchsten norwegischen Liga Toppserien im Jahr 2010 nur noch zweitklassig in der 1. divisjon kvinner.

## Geschichte
IF Fløya wurde am 22. Juni 1922 gegründet. 1936 gewann die erste Männermannschaft die nordnorwegische Meisterschaft. Heute spielt die Mannschaft in der dritten Liga.
Die Frauen von IF Fløya stiegen erstmals 1989 in die Toppserien auf und wurden in den folgenden Jahren zur Fahrstuhlmannschaft. Der erste Ausflug in die höchste Spielklasse dauerte nur ein Jahr. 1992 folgte der zweite Aufstieg und die Mannschaft konnte sich daraufhin zwei Jahre im Oberhaus halten. Der dritte Aufstieg wurde 1997 gefeiert, doch wieder musste nach einem Jahr der Abstieg hingenommen werden. Der vierte uns bisher letzte Aufstieg wurde 2002 geschafft. Diesmal konnte man sich in der Liga etablieren. 2004 und 2005 belegte man jeweils den dritten Platz im Endklassement.
Die Heimspiele tragen sowohl die Frauen als auch die Männer im Stadion „Fløyabanen“ aus. Die Vereinsfarben sind grün und weiß. Trainiert wird die Frauenmannschaft von Jan Erik Bjerk.

## Erfolge
- Dritter Platz in Toppserien (höchste Spielklasse, Frauen) 2004, 2005
- Aufstieg in Toppserien 1989, 1992, 1997, 2002
- Nordnorwegische Fußballmeisterschaft (Männer) 1936